# Czagni
Czagni – miasto w Etiopii, w regionie Amhara. Według danych szacunkowych na rok 2015 liczy 36 400 mieszkańców.